# قلعه نوفلک الدین
قلعه نوفلک الدین یکی از روستاهای شهرستان بروجرد در استان لرستان است. این روستا در دهستان همت‌آباد در بخش مرکزی این شهرستان قرار دارد. قلعه نوفلک الدین در دشت سیلاخور قرار گرفته‌است.

## جمعیت
بنابر سرشماری مرکز آمار ایران، جمعیت قلعه نوفلک الدین در سال ۱۳۹۵ برابر با ۱۱۹۷ نفر بوده‌است که از این میان ۶۰۷ نفر مرد و بقیه زن بوده‌اند. فلک‌الدین ۳۴۵ خانوار دارد.